# Sillago japonica
Cá đục Nhật Bản (Danh pháp khoa học: Sillago japonica) hay còn biết đến với tên gọi Shiro-gisu hay Shirogisu, Kisu, Magisu and Kisugo trong tiếng Nhật, là một loài cá biển trong họ cá đục Sillaginidae được mô tả lần đầu tiên tại Nhật Bản năm 1843. Cá đục đánh bắt ở vùng bờ biển Nhật Bản gọi là cá đục Nhật Bản. Nó cũng là loài cá ưa thích của những tay câu cá thể thao, vì chúng có nhiều kích thước, mặc dù trung bình thường không vượt quá 10 cm. 

## Trong ẩm thực
Cá ngon nhất được bắt ở vùng Fukuoka, và Ehime từ mùa xuân tới mùa hè. Ở Shizuoka, người Nhật cũng đánh bắt được một số lượng đáng kể cá đục ở vịnh Suruga bảo đảm độ tươi đúng mùa. Món sashimi, nó có thể được chế biến theo nhiều cách, konbujime, nó sẽ được ngấm hương vị giữa hai miếng konbu/rong biển ướt để lấy vị ngọt.
Là aburi/nấu sơ, người ta có thể thưởng thức hai loại cơ thịt và hai loại mùi vị cùng một lúc, nấu chín sơ thịt fillet của cá này không phải dễ vì chúng rất mỏng. Nếu hoàn toàn tươi, cá đục ít được chế biến thành dạng sushi nigiri, kiểu tempura hoặc tẩm bột chiên sâu, mặc dù hương vị cá thay đổi rất nhiều. Nếu cá tươi, chiên luôn cả xương và đầu cá.